# Nicolaas Arie Bouwman
Nicolaas Arie Bouwman (Delft, 18 januari 1854 – Den Haag, 27 februari 1941) was een Nederlands fluitist, dirigent en componist.

## Achtergrond
Hij werd geboren binnen het gezin van grenadier Arie Bouwman en Wilhelmina Zijdenbos. Zelf huwde hij Lucia van Rijen. Zoon Leonardus Jacobus Petrus Nicolaas Adriaan Bouwman (1889-1957) was van origine militair en vader van Mies Bouwman. Gedurende zijn muziekleven werd Nicolaas Arie Bouwman diverse malen onderscheiden in binnen- en buitenland. Hij is onder meer ridder in de Orde van Oranje Nassau, ridder in de Huisorde van Oranje, ridder in de Kroonorde van Duitsland en is in het bezit van de grote gouden medaille van het Russische Keizerrijk. Andere onderscheidingen kreeg hij uit België, Frankrijk en Perzië. Hij ligt begraven op Begraafplaats Sint Petrus Banden.

## Muziek
Hij kreeg zijn muziekopleiding aan het Haags Conservatorium. Docenten van hem waren Richard Hol (compositie, instrumentatie), Willem Nicolaï (muziektheorie en compositie), Franz Botgorschek (fluit) en François Dunkler jr. (militaire muziek). Hij werd fluitist bij het Stedelijk Orkest Utrecht alhoewel hij ook viool kon spelen en begon tevens direct met componeren en arrangeren. In 1878 vertrok hij naar Bergen op Zoom om er kapelmeester te worden van het orkest van het 3e Regiment Infanteriekorps. Hij tilde het harmonieorkest naar een hoger niveau. Daardoor werd het orkest door het toenmalige Ministerie van Oorlog opgedragen mee te doen aan een muziekconcours in Mechelen, alwaar het een eerste prijs in de wacht sleepte met een gouden medaille en een beloning van 1000 Belgische Franken. In Bergen op Zoom richtte hij nog een dameskoor op, maar in 1897 keerde Bouwman terug naar Den Haag. Hij werd na een proefspelcyclus benoemd tot kapelmeester van het Regiment Grenadiers en Jagers, voorloper van de Koninklijke Militaire Kapel "Johan Willem Friso" aldaar. Hij liet concurrenten Gottfried Mann, George Karel Gerardus van Aaken en Friedrich Bicknese achter zich. Hij is dan ook lid van examencommissies en concoursen. In 1901 werd Bouwman door koningin Wilhelmina der Nederlanden benoemd tot officier, drie jaar later tot eerste luitenant, in 1915 tot kapitein. In 1920 ging hij met pensioen en werd opgevolgd door Coenraad Lodewijk Walther Boer.
In 1909 stond Bouwman voor een muziekgezelschap van ongeveer 4000 man/vrouw ter gelegenheid van een huldebetoon voor de geboorte van prinses Juliana.
Simon Petrus van Leeuwen is een leerling van hem.

### Werken
Zijn werken werden in Nederland gespeeld door bijvoorbeeld het Concertgebouworkest en het Residentieorkest. Ook het Berliner Philharmoniker had een of meer werken van hem op de lessenaar staan
Werken (selectie):
- Ouvertures voor harmonieorkest, waaronder een Huldigingsouverture voor groot orkest, gecomponeerd en eerbiedig opgedragen aan Hare Majesteit de Koningin Emma der Nederlanden.
- De watergeuzen, een oratorium
- Matrozenlied
- Thalia-ouverture; een verplicht werk voor een internationaal concours in Tilburg (1888); Cornelis Dopper leidde in 1909 het Concertgebouworkest in een uitvoering daarvan.

- Gemeinsame Normdatei: 1154732134
- International Standard Name Identifier: 0000 0003 9366 4609
- Nederlandse Thesaurus van Auteursnamen: 183537513
- Virtual International Authority File: 288026068
- WorldCat: E39PBJyX3kk9McXGwQy34KJ4bd